# Mariedamm
Mariedamm is een plaats in de gemeente Askersund in het landschap Närke en de provincie Örebro län in Zweden. De plaats heeft 141 inwoners (2005) en een oppervlakte van 46 hectare.